# Thép hợp kim
Thép hợp kim là thép (với thành phần chính là sắt và cacbon) được nấu pha trộn với các nguyên tố hoá học khác (đồng, mangan, niken,...) với tổng lượng nguyên tố thêm vào nằm khoảng từ 1,0% đến 50% tổng khối lượng hỗn hợp để cải thiện chất lượng thép thành phẩm. Tuỳ theo số lượng khác nhau của các nguyên tố và tỷ lệ của chúng trong thép mà thay đổi độ cứng, độ đàn hồi, tính dễ uốn, sức bền và khả năng chống oxy hóa của thép thành phẩm.
Tại Nga, Trung Quốc và một số nước phương đông, thép hợp kim được chia làm 3 nhóm: thép hợp kim thấp, thép hợp kim trung bình và thép hợp kim cao. Ở phương Tây chỉ phân biệt hai loại thấp và cao. Sự khác nhau giữa hai loại này không có sự ranh giới rõ ràng. Theo tiêu chuẩn của Nga, thép hợp kim thấp có tổng lượng hợp kim nhỏ hơn 2,5%, ở thép hợp kim cao tỉ lệ này lớn hơn 10%. Thông thường, cụm từ "thép hợp kim" dùng để đề cập đến thép hợp kim thấp.